# Copa de España de fútbol sala 2013
La Copa de España de Fútbol Sala de 2013 tuvo lugar entre el 21 de febrero y el 24 de febrero en Alcalá de Henares (Madrid). Fue la vigésimo cuarta edición de este campeonato español.
También se jugó la Minicopa con los equipos infantiles de los clubs clasificados.

## Equipos participantes
Ribera Navarra, Santiago Futsal, Umacon Zaragoza, FC Barcelona Alusport, Triman Navarra, ElPozo Murcia, Caja Segovia e Inter Movistar.

## Organización

### Sede
El torneo se disputó en la ciudad de Alcalá de Henares, en el Pabellón Caja Madrid, con capacidad para 4.600 espectadores.
| Pabellón  | Pabellón Caja Madrid          |
| Imagen    | Pabellón Caja Madrid exterior |
| Ciudad    | Alcalá de Henares             |
| Capacidad | 4.600                         |

## Resultados

### Cuadro final
|  | Cuartos de final           | Cuartos de final           |                       |                 | Semifinales           | Semifinales           |  |                       | Final                 | Final                 |  |
|  | 21 y 22 de febrero de 2013 | 21 y 22 de febrero de 2013 |                       |                 | 23 de febrero de 2013 | 23 de febrero de 2013 |  |                       | 24 de febrero de 2013 | 24 de febrero de 2013 |  |
|  |                            |                            |                       |                 |                       |                       |  |                       |                       |                       |  |
|  |                            |                            |                       |                 |                       |                       |  |                       |                       |                       |  |
|  | Ribera Navarra             | 4                          |                       |                 |                       |                       |  |                       |                       |                       |  |
|  | Ribera Navarra             | 4                          |                       |                 |                       |                       |  |                       |                       |                       |  |
|  | Santiago Futsal            | 5                          |                       |                 |                       |                       |  |                       |                       |                       |  |
|  | Santiago Futsal            | 5                          |                       | Santiago Futsal | 2                     |                       |  |                       |                       |                       |  |
|  |                            |                            |                       | Santiago Futsal | 2                     |                       |  |                       |                       |                       |  |
|  |                            |                            | FC Barcelona Alusport | 5               |                       |                       |  |                       |                       |                       |  |
|  | Umacon Zaragoza            | 2                          | FC Barcelona Alusport | 5               |                       |                       |  |                       |                       |                       |  |
|  | Umacon Zaragoza            | 2                          |                       |                 |                       |                       |  |                       |                       |                       |  |
|  | FC Barcelona Alusport      | 7                          |                       |                 |                       |                       |  |                       |                       |                       |  |
|  | FC Barcelona Alusport      | 7                          |                       |                 |                       |                       |  | FC Barcelona Alusport | 4                     |                       |  |
|  |                            |                            |                       |                 |                       |                       |  | FC Barcelona Alusport | 4                     |                       |  |
|  |                            |                            | ElPozo Murcia         | 2               |                       |                       |  |                       |                       |                       |  |
|  | Triman Navarra             | 3                          | ElPozo Murcia         | 2               |                       |                       |  |                       |                       |                       |  |
|  | Triman Navarra             | 3                          |                       |                 |                       |                       |  |                       |                       |                       |  |
|  | ElPozo Murcia              | 5                          |                       |                 |                       |                       |  |                       |                       |                       |  |
|  | ElPozo Murcia              | 5                          |                       | ElPozo Murcia   | 4                     |                       |  |                       |                       |                       |  |
|  |                            |                            |                       | ElPozo Murcia   | 4                     |                       |  |                       |                       |                       |  |
|  |                            |                            | Caja Segovia          | 1               |                       |                       |  |                       |                       |                       |  |
|  | Caja Segovia               | 4 (4)                      | Caja Segovia          | 1               |                       |                       |  |                       |                       |                       |  |
|  | Caja Segovia               | 4 (4)                      |                       |                 |                       |                       |  |                       |                       |                       |  |
|  | Inter Movistar             | 4 (3)                      |                       |                 |                       |                       |  |                       |                       |                       |  |
|  | Inter Movistar             | 4 (3)                      |                       |                 |                       |                       |  |                       |                       |                       |  |
|  |                            |                            |                       |                 |                       |                       |  |                       |                       |                       |  |

### Cuartos de final
| Fecha                 | Hora¹ | Lugar                                            | Partido         | Partido | Partido               | Resultado |
| --------------------- | ----- | ------------------------------------------------ | --------------- | ------- | --------------------- | --------- |
| 21 de febrero de 2013 | 19:00 | Pabellón Caja Madrid, Alcalá de Henares (Madrid) | Ribera Navarra  | -       | Santiago Futsal       | 4-5       |
| 21 de febrero de 2013 | 21:15 | Pabellón Caja Madrid, Alcalá de Henares (Madrid) | Umacon Zaragoza | -       | FC Barcelona Alusport | 2-7       |
| 22 de febrero de 2013 | 19:00 | Pabellón Caja Madrid, Alcalá de Henares (Madrid) | Triman Navarra  | -       | ElPozo Murcia         | 3-5       |
| 22 de febrero de 2013 | 21:15 | Pabellón Caja Madrid, Alcalá de Henares (Madrid) | Caja Segovia    | -       | Inter Movistar        | 4-4       |

### Semifinales
| Fecha                 | Hora¹ | Lugar                                            | Partido         | Partido | Partido               | Resultado |
| --------------------- | ----- | ------------------------------------------------ | --------------- | ------- | --------------------- | --------- |
| 23 de febrero de 2013 | 18:00 | Pabellón Caja Madrid, Alcalá de Henares (Madrid) | Santiago Futsal | -       | FC Barcelona Alusport | 2-5       |
| 23 de febrero de 2013 | 20:15 | Pabellón Caja Madrid, Alcalá de Henares (Madrid) | ElPozo Murcia   | -       | Caja Segovia          | 4-1       |

### Final
| Fecha                 | Hora¹ | Lugar                                            | Partido               | Partido | Partido       | Resultado |
| --------------------- | ----- | ------------------------------------------------ | --------------------- | ------- | ------------- | --------- |
| 24 de febrero de 2013 | 20:15 | Pabellón Caja Madrid, Alcalá de Henares (Madrid) | FC Barcelona Alusport | -       | ElPozo Murcia | 4-2       |

- (¹) -  Hora Local de España (Hora Central Europea) (UTC+1)

## Estadísticas

### Resumen
| Equipo | Equipo                | Pts | PJ | PG | PE | PP | GF | GC | Dif | Rend  |
| ------ | --------------------- | --- | -- | -- | -- | -- | -- | -- | --- | ----- |
| 1      | FC Barcelona Alusport | 9   | 3  | 3  | 0  | 0  | 16 | 6  | +10 | 100%  |
| 2      | ElPozo Murcia         | 6   | 3  | 2  | 0  | 1  | 11 | 8  | +3  | 44,4% |
| 3      | Santiago Futsal       | 3   | 2  | 1  | 0  | 1  | 7  | 9  | -2  | 50,0% |
| 4      | Caja Segovia          | 1   | 2  | 0  | 1  | 1  | 5  | 8  | -3  | 33,3% |
| 5      | Inter Movistar        | 1   | 1  | 0  | 1  | 0  | 4  | 4  | 0   | 33,3% |
| 6      | Ribera Navarra        | 0   | 1  | 0  | 0  | 1  | 1  | 2  | -1  | 0,00% |
| 7      | Triman Navarra        | 0   | 1  | 0  | 0  | 1  | 3  | 5  | -2  | 0,00% |
| 8      | Umacon Zaragoza       | 0   | 1  | 0  | 0  | 1  | 2  | 7  | -5  | 0,00% |